# Черняев, Илья Ильич
Илья Ильич Черня́ев (1893—1966) — советский химик-неорганик, профессор, академик АН СССР, доктор химических наук. Директор Института общей и неорганической химии имени Н. С. Курнакова АН СССР. Лауреат четырёх Сталинских премий.

## Некоторые вехи биографии
Родился 8 (20 января) 1893 года в селе Спасское (ныне Вологодская область). Окончил Вологодскую гимназию; в 1911 году поступил на химическое отделение физико-математического факультета Петербургского университета. Ученик Л. А. Чугаева. По окончании университета (1915) преподавал на кафедре неорганической химии (с 1932 профессор); одновременно (с 1918) работал в Институте по изучению платины и других благородных металлов. С 1934 года — в ИОНХАН имени Н. С. Курнакова (с 1941 директор); одновременно (1935—1941) — профессор Московского нефтяного института, а с 1945 года — профессор МГУ имени М. В. Ломоносова.
С 1948 года присоединился к бригаде НИИ-9 (современный ВНИИНМ), откомандированной на завод химического комбината «Маяк». И. И. Черняев помогал осваивать пероксидный метод очистки плутония от примесей и получения из пероксида диоксида плутония, предложенный В. Д. Никольским, работами руководили директор завода З. П. Лысенко и главный инженер базы 10 Е. П. Славский.
За научные разработки отвечал коллектив сотрудников опытно-промышленного производства, которым руководили академики А. А. Бочвар, И. И. Черняев, доктора наук А. Н. Вольский, А. С. Займовский, А. Д. Гельман и В. Д. Никольский.
XI Менделеевский чтец — 7 февраля 1957 года, тема: «Индивидуальность химических элементов и комплексообразование».

## Важнейшие направления научной деятельности
Основные труды посвящены химии комплексных соединений платины и платиновых металлов, разработке методов их анализа и аффинажа. Выполнил (1915) исследование гидроксиламиновых соединений платины(II), на примере которых открыл (1926) закономерность транс-влияния (правило Черняева). Суть закономерности заключается в том, что реакционная способность заместителя во внутренней сфере комплексного соединения зависит от природы заместителя, находящегося в транс-положении по отношению к первому. В дальнейшем было показано, что эта закономерность выполняется для ряда соединений платины, палладия, родия, иридия и кобальта. Открыл явление перемены знака вращения плоскости поляризации оптически активными аминосоединениями платины(IV) при превращении их в амидо- или имидопроизводные. Предложил промышленные методы получения платины, осмия и рутения.
Внёс вклад в изучение химии актиноидов. Во второй половине 1940-х годов, оставаясь директором ИОНХАН имени Н. С. Курнакова, возглавлял работы в НИИ-9 МВД СССР по выделению и очистке оружейного плутония, созданию его промышленной технологии на Челябинском комбинате № 817. В числе 39 лауреатов Сталинской премии первой степени после взрыва 29 августа 1949 плутониевой бомбы был и академик (с 1943 года) И.И. Черняев .

## Награды и премии
- Орден Ленина (27 марта 1954)
- Сталинская премия первой степени (1952) — за исследования в области реакций замещения во внутренней сфере и стереохимии комплексных соединений, изложенные в серии статей, опубликованных в журналах: «Известия сектора платины Академии наук СССР» и «Доклады Академии наук» (1949, 1951)
- Сталинская премия второй степени (1951) — за участие в освоении производства плутония и организаций новых производств на комбинате № 817
- Орден Ленина (29 октября 1949)
- Сталинская премия первой степени (1949) — за участие в научной разработке технологического процесса металлургии плутония на комбинате № 817
- Сталинская премия второй степени (1946) — за разработку и внедрение в производство технологии получения металлов платиновой группы из сульфитных медно-никелевых руд
- Орден Трудового Красного Знамени (10 июня 1945)
- Орден Ленина (13 ноября 1944) — за выдающиеся заслуги в области развития советской химии и подготовке научных кадров, в связи с 25-летием основания Института общей и неорганической химии Академии Наук СССР
- Орден Ленина
- Орден Трудового Красного Знамени
- Медали

## Память
С 1943 года проходят совещания по химии, анализу, технологии и применению платиновых металлов. С 1979 г. все последующие совещания принято именовать «Черняевскими в честь особых заслуг академика Ильи Ильича Черняева, крупнейшего специалиста в области химии комплексных соединений металлов платиновой группы». С 2006 года совещание получило название Международная Черняевская конференция по химии, аналитике и технологии платиновых металлов.